# Wacław Długoborski
Wacław Długoborski (* 3. Januar 1926 in Warschau; † 21. Oktober 2021 in Kattowitz) war ein polnischer Historiker.
Długoborski studierte seit 1949 an der Universität Breslau und wurde 1956 an der Universität Warschau promoviert. Er lehrte an der Universität Breslau, der Universität Krakau und war von 1989 bis 1996 Professor für Wirtschafts- und Sozialgeschichte an der Wirtschaftshochschule in Breslau sowie Kurator für Forschungsfragen am Museum Auschwitz-Birkenau. Bis zuletzt begleitete er in Oswiecim Schulklassen als Zeitzeuge. Er war selbst Auschwitzhäftling (Häftlingsnummer 138871).

## Schriften
- Zarys historii gospodarczej Polski do roku 1939 (1964) [Ein Überblick über die Wirtschaftsgeschichte Polens bis 1939].
- Więź ekonomiczna między Zagłębiami Górnośląskim i Dąbrowskim w epoce kapitalizmu do 1877 roku (1973) [Wirtschaftliche Bindung zwischen dem Oberschlesischen und dem Dąbrowski-Becken im Zeitalter des Kapitalismus bis 1877].
- als Herausgeber: Zweiter Weltkrieg und sozialer Wandel. Achsenmächte und besetzte Länder. Vandenhoeck und Ruprecht, Göttingen 1981 (= Kritische Studien zur Geschichtswissenschaft, Bd. 47).